# Velární souhláska

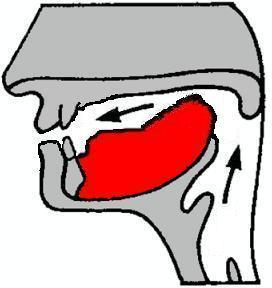
Poloha jazyka při výslovnosti velárních souhlásek

Velára, též zadopatrová či měkkopatrová souhláska, je v artikulační fonetice druh souhlásek, u kterých je zvuk při řeči tvořen přiblížením nebo kontaktem hřbetu jazyka se zadním neboli měkkým patrem (lat. velum (palatum), doslova „(patrová) plachta“).
Velární souhlásky v češtině jsou g, k, ch.